# Polytechnikum
Polytechnikum var på 1800-talet i tysktalande länder benämning på många tekniska läroanstalter. 
I mitten av 1800-talet inleddes en avsevärd akademisering av de tyska polytekniska läroanstalterna. Drivande för denna utveckling var främst Ferdinand Redtenbacher vid Polytechnikum i Karlsruhe som breddade läroanstaltens verksamhet betydligt. Även humaniora inkluderades och läroanstalten kom därigenom att likna ett universitet. När Polytechnikum i Zürich grundades 1855 följde man denna modell och kom därigenom att erbjuda utbildning i såväl exakta, som politiska och humanistiska vetenskaper. Detta blev mycket framgångsrikt och lockade studenter från hela Europa.
Vissa polytechnika övergick till att bli technische hochschule (ungefär teknisk högskola) och flera av dessa blev senare technische universität (ungefär tekniskt universitet) medan andra polytechnika övergick till att bli fachhochschule (ungefär yrkeshögskola).

## Exempel på utbildningsanstalter som benämnts Polytechnikum
- Rheinisch-Westfälische Technische Hochschule Aachen
- Technische Universität Dresden
- Universität Karlsruhe (TH)
- Technische Universität München
- Stuttgarts universitet
- Technische Universität Wien
- Eidgenössische Technische Hochschule Zürich
- Polytechnikum i Riga